# Rogeria curvipubens

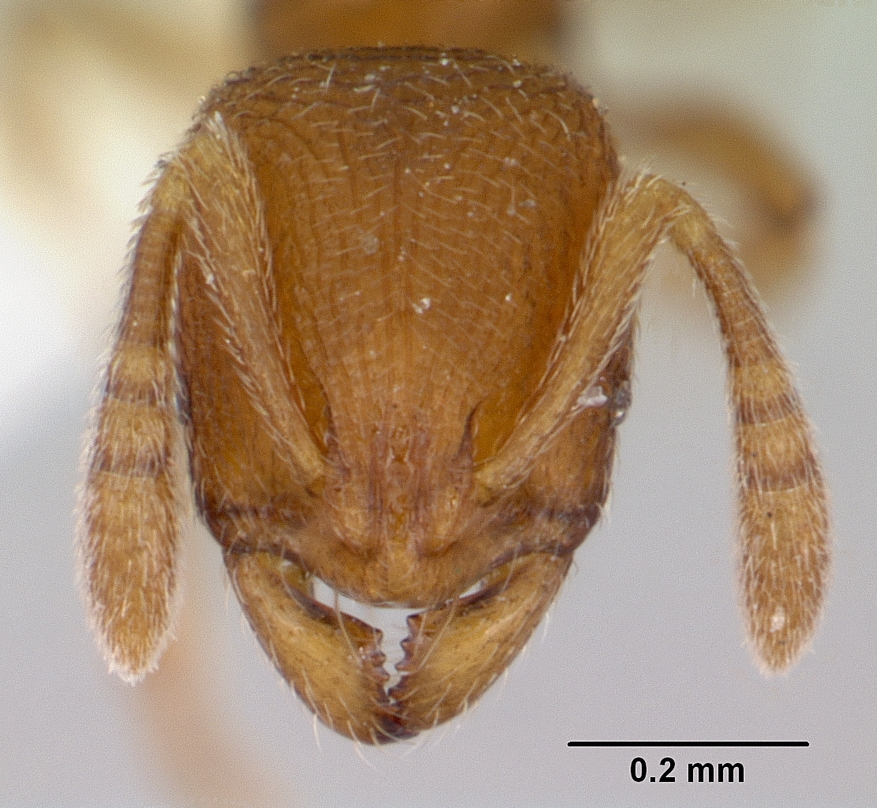
Rogeria curvipubens, голова

Rogeria curvipubens (лат.) — вид муравьёв рода Rogeria из подсемейства мирмицины (Myrmicinae, Solenopsidini). Неотропика.

## Распространение
Встречаются в Южной Америке и на Карибских островах: Венесуэла, Виргинские острова (St.Thomas), Колумбия, Панама, Ямайка.

## Описание
Мелкие земляные муравьи жёлтого и желтовато-коричневого цвета. Длина тела около 2 мм (от 1,9 до 2,3 мм). Отличается от близких видов следующими признаками: бока головы и переднеспинки с более или менее гладкими блестящими промежутками, постпетиолярный стернум неклиновидный (узел более сводчатый), отсутствие дорсальных головных отстоящих волосков. Рабочие мономорфные. Заднегрудка с острыми проподеальными шипиками. Усики длинные 12-члениковые, булава 3-члениковая (апикальный членик длинный, равен по длине двум предшествующим сегментам булавы). Жвалы рабочих с 6 зубцами. Нижнечелюстные щупики 3-члениковые, нижнегубные щупики состоят из 2 сегментов. Усиковые бороздки отсутствуют. Клипеус двукилевидный. Глаза мелкие, расположены в переднебоковой части головы. Затылочные края головы округлые. Грудь сверху ровная, без швов. Антеровентральные края пронотума угловатые или с зубчиками. Метанотальная бороздка отсутствует. Голени средних и задних ног без апикальных шпор. Стебелёк между грудкой и брюшком состоит из двух сегментов (петиоль + постпетиоль). Петиоль с развитым стебельком и узелком. Куколки голые (без кокона). Жало развито.

## Биология
Биология остаётся малоисследованной, имеются лишь отрывочные сведение об экологических особенностях мест обитания. Муравьи Rogeria curvipubens были обнаружены ловушками Берлезе в тропических лесах, вторичных лесах и сухих тропических лесах. Все места сбора были ниже 500 м над уровнем моря (Kugler 1994).

## Классификация и этимология
Вид был впервые описан в 1894 году итальянским мирмекологом Карло Эмери. Включён в состав видовой группы curvipubens species group. Видовой статус был подтверждён в ходе ревизии в 1994 году американским мирмекологом Charles Kugler (Radford University, Радфорд, Виргиния, США).